# San Pedro de Tiquina
San Pedro de Tiquina – miasto w Boliwii, w departamencie La Paz, w prowincji Manco Kapac.